# Champs de bataille (série documentaire)
 (novembre 2020).
Pour les articles homonymes, voir Champs de Bataille.
Champs de bataille est une série de documentaires historiques française diffusée depuis 2014 sur RMC Découverte. 
L'historien et journaliste Serge Tignères en est le créateur et le présentateur.
La série est produite par la société Phare Ouest Productions.
Chaque épisode retrace, en immersion, une bataille de la Première ou de la Seconde Guerre mondiale. 

## Synopsis
La série documentaire Champs de bataille, produite pour RMC Découverte par Phare Ouest Productions et incarnée par l’historien et journaliste Serge Tignères, souhaite lever le voile sur les grands affrontements armés. Sur les lieux même des événements, Serge Tignères se met en quête des traces du passé, des stigmates des combats et de tous les indices que l’archéologie moderne peut faire resurgir du sol. Grâce aux modélisations 3D, à la réalité augmentée et à des reconstitueurs historiques, Serge Tignères plonge dans l’histoire, proposant aux téléspectateurs une aventure aussi interactive qu’immersive. Aux côtés d’historiens, d’archéologues ou d’officiers instructeurs de l’armée, il mène une enquête de terrain pour reconstituer le récit palpitant de batailles célèbres ou moins connue.

## Diffusion
L'émission est diffusée depuis 2014 sur l'antenne de la chaine RMC Découverte, le vendredi soir, en prime time.
Actuellement[Quand ?], 31 épisodes ont été diffusés.
| Titre de l'émission         | Première diffusion | Durée      | Thème                                                  |
| --------------------------- | ------------------ | ---------- | ------------------------------------------------------ |
| 1944, L'enfer des Haies     | 12 décembre 2014   | 1 heure 00 | La bataille des haies lors de la bataille de Normandie |
| La Libération de Paris      | 28 août 2015       | 1 heure    | La libération de Paris                                 |
| Le Massacre de Dieppe       | 10 juin 2016       | 57 minutes | Le Raid de Dieppe                                      |
| 1940, Tempête sur les Alpes | 9 décembre 2016    | 1 heure    | La bataille des Alpes                                  |

| Titre de l'émission                       | Première diffusion | Durée      | Thème                                                                                     |
| ----------------------------------------- | ------------------ | ---------- | ----------------------------------------------------------------------------------------- |
| La Bataille des Ardennes                  | 9 décembre 2016    | 54 minutes | La bataille des Ardennes                                                                  |
| L'Enfer de Verdun                         | 16 décembre 2016   | 1 heure 05 | La bataille de Verdun                                                                     |
| La Bataille du Chemin des Dames           | 1er juillet 2016   | 1 heure 08 | La bataille du Chemin des Dames                                                           |
| La Hitlerjugend contre-attaque            | 2 juin 2017        | 55 minutes | La 12e Panzerdivision SS Hitlerjugend lors de la bataille de Normandie (7 et 8 juin 1944) |
| Les Anges de la Victoire                  | 2 juin 2017        | 1 heure 28 | Les troupes aéroportée lors du débarquement de Normandie                                  |
| Chars d'assaut - Un Siècle de Technologie | 8 novembre 2016    | 1 heure 36 | L'évolution des chars d'assaut au cours de l'histoire                                     |

| Titre de l'émission               | Première diffusion | Durée      | Thème                                               |
| --------------------------------- | ------------------ | ---------- | --------------------------------------------------- |
| Les bunkers oubliés d'Hitler      | 21 avril 2017      | 52 minutes | Le Quartier général du Führer Wolfsschlucht II      |
| 14-18 La Butte du Sacrifice       | 7 novembre 2017    | 55 minutes | La guerre des mines lors de la bataille de Vauquois |
| 14-18 Belleau Bois de l'Enfer     | 10 novembre 2017   | 51 minutes | La bataille du bois Belleau                         |
| 1940, le sacrifice de Dunkerque   | 14 juillet 2017    | 1 heure 05 | La bataille et l'évacuation de Dunkerque            |
| Le maquis du Vercors              | 1er décembre 2017  | 58 minutes | Le maquis du Vercors                                |
| Dompaire, le choc des titans      | 4 mai 2018         | 1 heure 05 | La bataille de Dompaire                             |
| 1915, la bataille du vieil Armand | 6 novembre 2018    | (~ 50 min) | La bataille du Hartmannswillerkopf                  |

| Titre de l'émission                     | Première diffusion | Durée      | Thème                              |
| --------------------------------------- | ------------------ | ---------- | ---------------------------------- |
| 1918, l'assaut de la ligne Hindenburg   | 7 octobre 2018     | 52 min     | La bataille de la ligne Hindenburg |
| 1918, la deuxième bataille de la Marne  | 6 novembre 2018    | 52 min     | La deuxième bataille de la Marne   |
| 1941, l'attaque de Pearl Harbor         | 2 décembre 2018    | 1 h 20 min | L'attaque de Pearl Harbor          |
| Stonne, le Verdun de 1940               | 9 décembre 2018    | 52 min     | La bataille de Stonne              |
| 1944 Assaut sur la forteresse Cherbourg | 25 janvier 2019    | 58 min     | La bataille de Cherbourg           |
| Provence, le débarquement oublié        | 17 mai 2019        | 52 min     | Le débarquement de Provence        |
| Les 177 Français du D-Day               | 25 mai 2019        | (~ 1 h)    | Le débarquement de Normandie       |
| Omaha Beach                             | 5 juin 2019        | (~ 1 h)    | Le débarquement de Normandie       |

| Les 177 Français du D-Day           | 25 mai 2019      | (~ 1 h) | Le débarquement de Normandie                  |
| Omaha, la sanglante                 | 5 juin 2019      | (~ 1 h) | Le débarquement de Normandie                  |
| 1944 - la libération de la Provence | 27 mars 2020     | 55 min  | Bataille de Marseille et Libération de Toulon |
| 1916 - la bataille de la Somme      | 10 novembre 2019 | 56 min  | La bataille de la Somme                       |
| 1940 - la bataille de France        | 22 novembre 2019 | (~ 1 h) | La campagne de France                         |
| 1943 - la libération de la Corse    | 10 janvier 2020  | 52 min  | Libération de la Corse                        |
| Le maquis de Saint Marcel           | 07 mai 2021      | 54 min  | Le maquis de Saint Marcel                     |

## Équipe technique
L'émission Champs de Bataille est produite par la société Phare Ouest Productions d'Arnaud Poivre d'Arvor et Sébastien Brunaud.
Plusieurs réalisateurs ont collaboré sur la série, dont Serge Tignères, Pasquale Pagano, Jérémy Frey et Rémi Lescaut.

## Audiences
Le premier épisode de l'émission, 1944 l'enfer des Haies, réalise la dixième audience de la chaine RMC Découverte sur l'année 2014 avec 270 000 téléspectateurs en moyenne.
L'épisode La bataille du Chemin des Dames a réalisé la huitième meilleure audience de la chaine RMC Découverte sur l'année 2017 avec 530 000 téléspectateurs en moyenne.
Le 5 juin 2019, l'épisode Omaha Beach diffusé sur RMC Découverte réuni près de 600 000 téléspectateurs, un record pour l'émission[réf. nécessaire].